# Nephthytis
Nephthytis es un género 12 especies de plantas con flores de la familia Araceae. Es originario del oeste de África tropical y de Borneo.

## Descripción
Son plantas herbáceas que crecen de un rizoma. Las hojas son perennes, brillantes y de color verde oscuro, con 15-35 cm de largo, y  generalmente en forma de punta de flecha, con tres lóbulos.  La forma de las hojas puede variar dependiendo de la edad de la planta.

## Cultivo
Algunas especies son plantas de interior populares.  Cuando se cultiva en interiores como planta de interior decorativa,  necesitan riego frecuente para mantener el suelo húmedo.  Prefiere las temperaturas en la que se sienten cómodos los seres humanos, como la mayoría de las plantas.Puede plantarla como  colgante o planta de terrario. El más común de sus problemas es la pudrición de la raíz y se puede evitar al proporcionar un drenaje adecuado. Esto también puede ser causado por permitir que la planta esté depositada en el agua.  En cuanto a otros problemas, los insectos a gran escala también pueden afectarlo. Si esto ocurre, rasparla y aislar la planta.  Para este tipo de problema, los pesticidas y los aerosoles no siempre funcionan ya que la cáscara de los insectos los protegen.  Si esto se convierte en un problema grave, tendrá que deshacerse de la planta.  Además, si esto ocurre, asegúrese de que está alejada de cualquier otro tipo de planta que la rodeen porque podrían infectarse de los insectos también.  Aparte de eso, esta planta es muy fácil de cuidar y por lo tanto, es buena para los principiantes. La propagación de Nephthytis es bastante fácil también.  Se propaga por capas y por esquejes.

## Taxonomía
El género fue descrito por Heinrich Wilhelm Schott y publicado en Oesterreichisches Botanisches Wochenblatt 7: 406. 1857.

## Especies
- Nephthytis afzelii
- Nephthytis bintuluensis
- Nephthytis constricta
- Nephthytis hallaei
- Nephthytis liberica
- Nephthytis picturata
- Nephthytis poissoni
- Nephthytis talbotii
- Nephthytis triphylla